# Mapania cuspidata
Mapania cuspidata là loài thực vật có hoa trong họ Cói. Loài này được (Miq.) Uittien mô tả khoa học đầu tiên năm 1939.